# روني خيمينيز
روني خيمينيز (بالإسبانية: Ronny Jiménez)‏ (12 أبريل 1989 بسانتا كروز دي لا سييرا في بوليفيا - ) هو لاعب كرة قدم بوليفي في مركز الدفاع. شارك مع منتخب بوليفيا لكرة القدم. أما مع النوادي، فقد لعب مع ذي سترونغيست ونادي ريال بوتوسي.

## وصلات خارجية
- روني خيمينيز على موقع قاعدة بيانات كرة القدم.إي يو (الإنجليزية)
- روني خيمينيز على موقع Soccerway.com (الإنجليزية)